# Holcopasites calliopsidis
Holcopasites calliopsidis là một loài Hymenoptera trong họ Apidae. Loài này được Linsley mô tả khoa học năm 1943.

## Hình ảnh

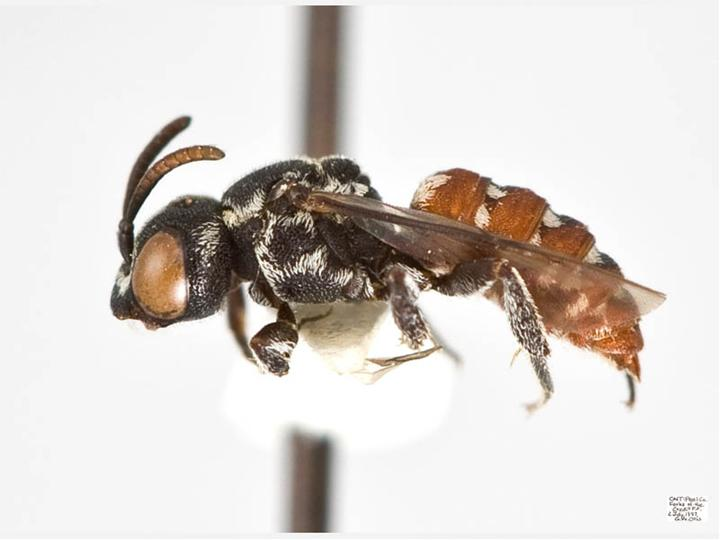
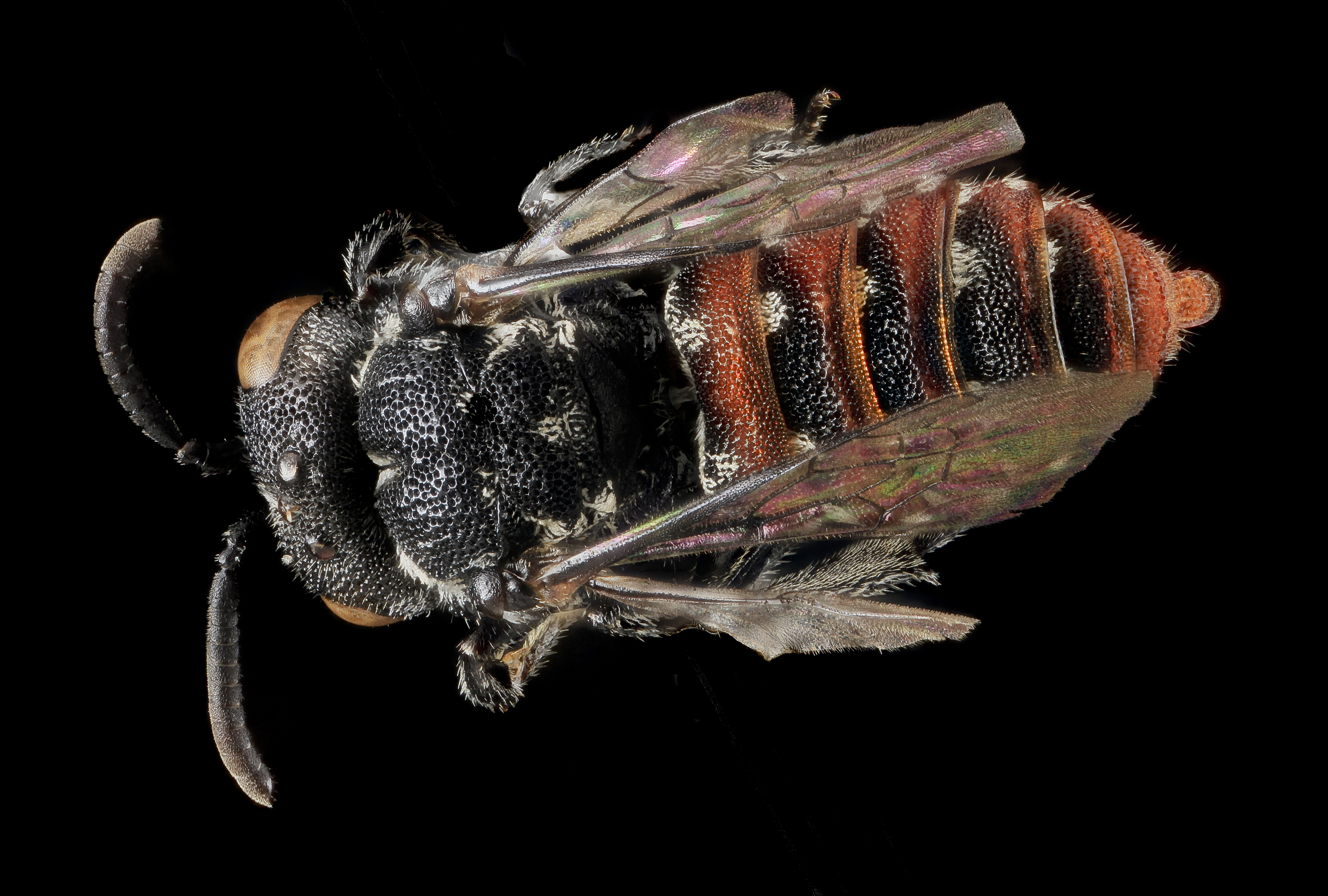
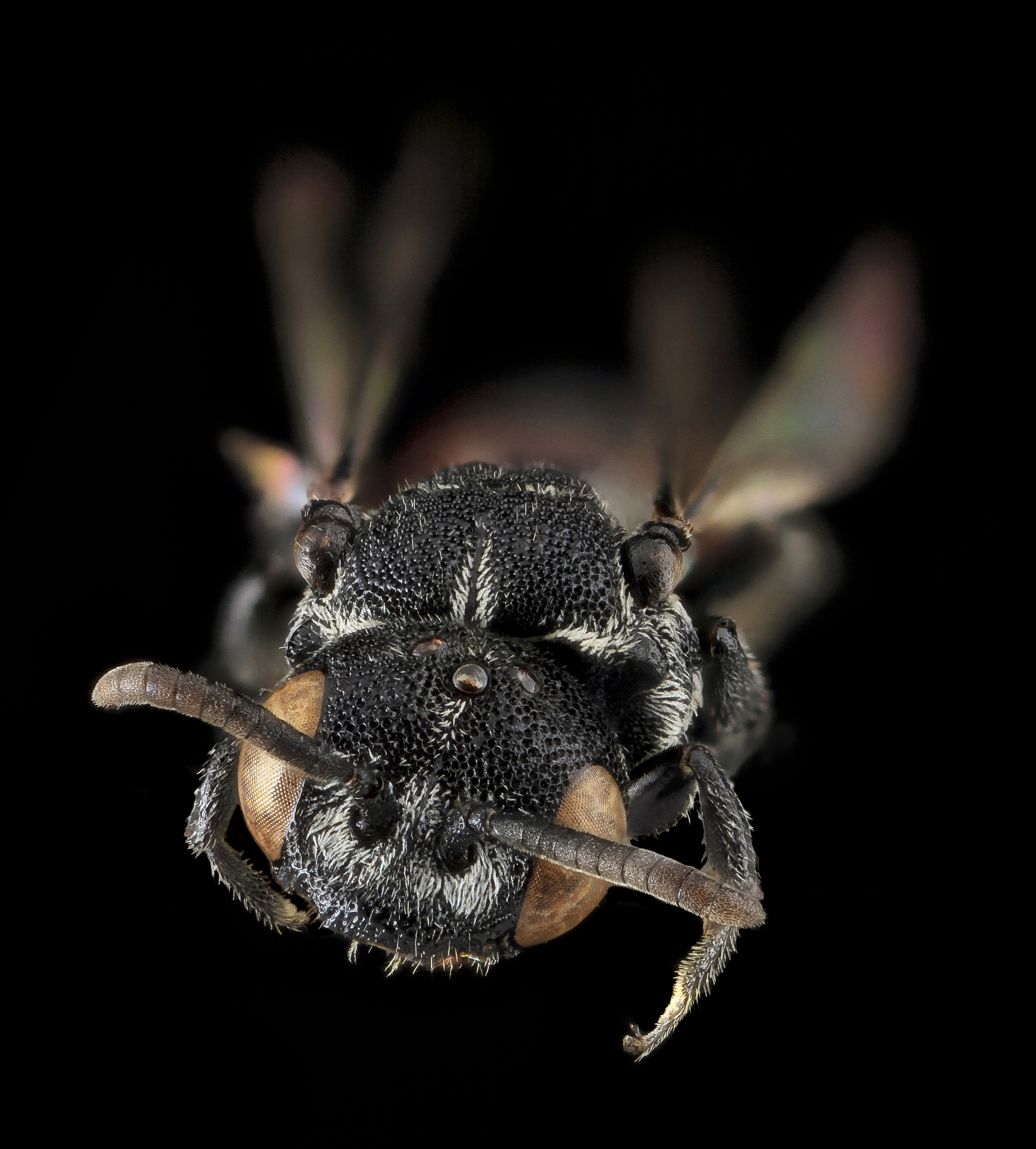
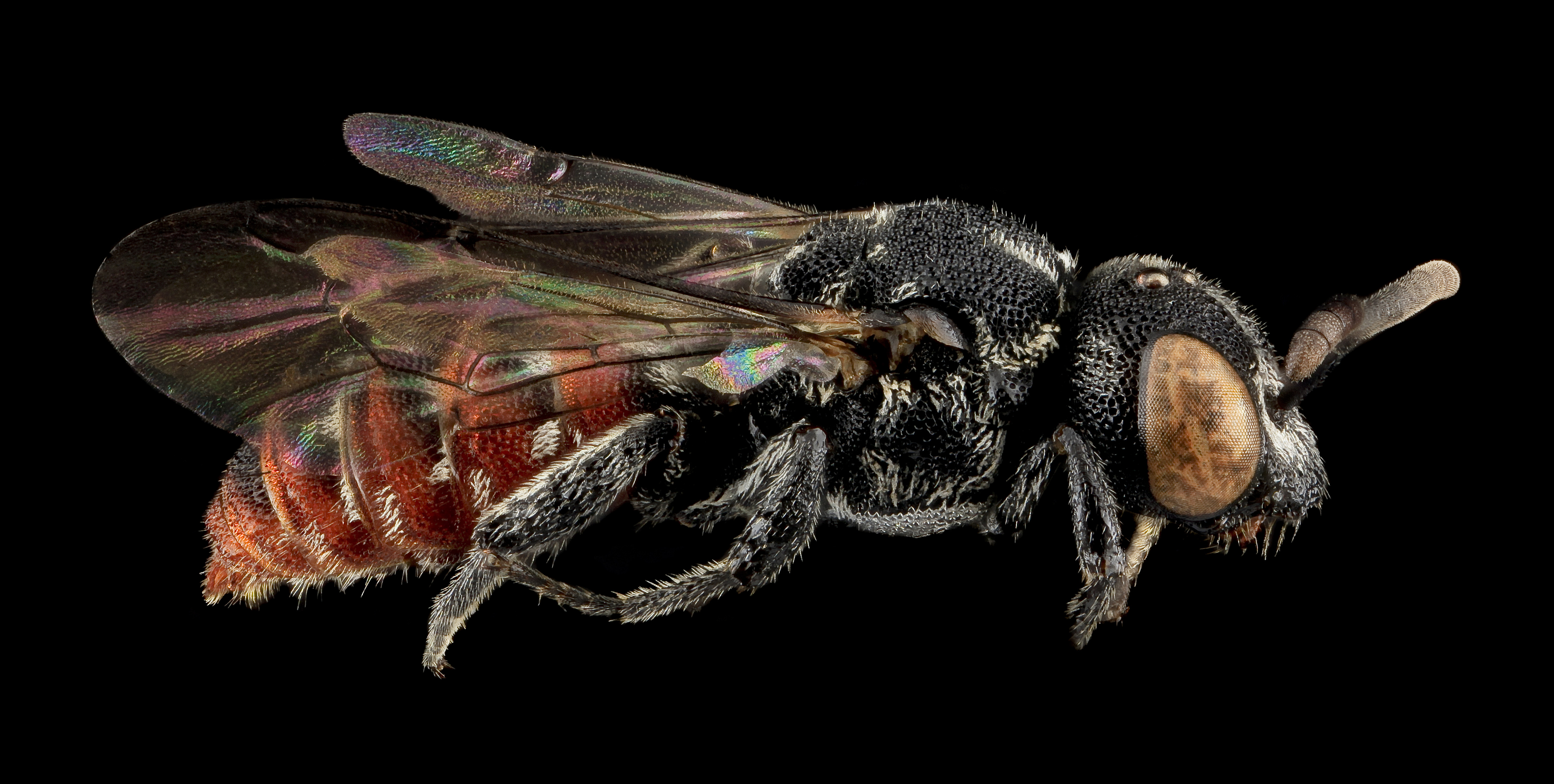